# نرسه (ساتراپ رند)
نرسه (پارسی میانه: Narseh) یکی از نجیب‌زادگان ساسانی در سده سوم میلادی در زمان حکومت شاپور یکم و ساتراپ رند بود.

## زندگی

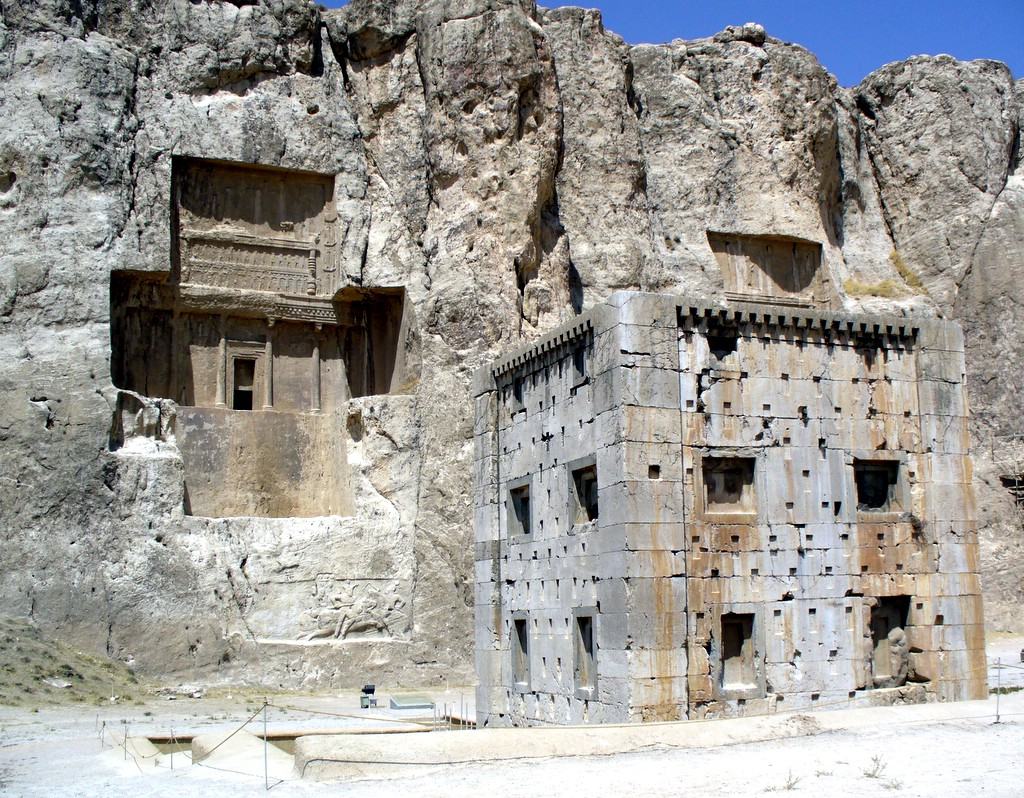
کعبه زرتشت، جایی که سنگ‌نوشته شاپور یکم حک شده‌است

از او در سنگ‌نوشته شاپور یکم بر کعبه زرتشت به عنوان ساتراپ رند و یکی از هفت ساتراپ کشور یاد شده‌است. او در این سنگ‌نوشته در میان ۶۷ نجیب‌زاده در رتبهٔ سی‌وهفتم قرار دارد و شاه به نام او قربانی‌هایی کرده‌است. هنوز مشخص نشده که رند در کجا واقع شده اما احتمالاً به ری یا راوند کنونی مربوط می‌شود.